# Horten H IV
L'Horten H IV, indicato anche come Horten Ho IV dalla convenzione di designazione Reichsluftfahrtministerium (RLM), era un aliante ad alte prestazioni progettato e realizzato in piccola serie dai fratelli Reimar e Walter Horten nei primi anni quaranta.
Caratterizzato, come tutta la loro produzione, dalla configurazione tuttala, introduceva anche l'innovazione del posto di pilotaggio in posizione semi-prona per migliorare ulteriormente la penetrazione aerodinamica del velivolo.
Benché indicato come Ho IV, in realtà la convenzione RLM non prevedeva l'uso di numerazione romana dopo il suffisso, difatti la serie numerale assegnata ai velivoli Horten lo indicava come Ho 251.

## Storia

### Sviluppo
I primi disegni relativi all'H IV sono risalenti al 1938, impostato sotto la guida di Reimar Horten. Il progetto sfruttava l'esperienza acquisita con il precedente H II "D-Habicht" che introduceva un posto di pilotaggio in posizione semi-prona, ovvero inginocchiato con il ventre rivolto verso il basso, per diminuire la sezione frontale del velivolo riducendone di conseguenza la resistenza aerodinamica. Questa soluzione permetteva di realizzare un tettuccio di piccole dimensioni lasciando comunque una corretta visuale generale e, come sostennero i piloti che si posero ai comandi dei velivoli equipaggiati con questa soluzione, un adeguato comfort anche dopo 10 ore di volo e, in rapporto agli alianti convenzionali, meno noiosa.
Il primo esemplare venne realizzato a Königsberg, ad opera di personale della Luftwaffe, e completato tra il 1940 ed il 1941. L'esemplare, Wk Nr 26, venne portato in volo per la prima volta nel maggio 1941 ai comandi di Heinz Scheidhauer, uno specialista del volo a vela con una considerevole esperienza negli alianti privi di coda.
Ad una valutazione comparativa, a Trebbin, con i convenzionali Condor III, Weihe e Reiher realizzati dalla Deutsche Forschungsanstalt für Segelflug (DFS), e sostenuta a fine mese nei cieli di Darmstadt con il D-30 Cirrus realizzato dalla Akademische Fliegergruppe Darmstadt eV (Akaflieg), l'H IV si rivelò possedere caratteristiche complessivamente superiori ai rivali, superato solo dal D-30 Cirrus rimasto in volo per più tempo. Il prototipo subì però un incidente a Kippeneck, durante la fase di atterraggio, e i danni riportati furono giudicati troppo importanti per poterlo riparare. Intanto erano già in fase di costruzione altri tre esemplari a Gottinga.
Nel dicembre 1944 venne sviluppata una variante del modello adottando una nuova ala, studiata sull'esperienza acquisita dopo un accurato esame effettuato dopo cattura di un caccia North American P-51 Mustang. L'innovativo profilo alare laminare venne riprodotto anche sul nuovo aliante, che prese la designazione di H IVb. Venne portato in volo per la prima volta da Heinz Scheidhauer a Gottinga, quindi trasferito a Göppingen, ma la compatibilità si rivelò problematica determinando difficoltà nella stabilità che produceva la tendenza all'autorotazione, fenomeno mai riscontrato nei precedenti modelli. Ciò nonostante i voli di prova continuarono fino al 18 gennaio 1945, data in cui Scheidhauer non riuscendo più a governare l'apparecchio fu costretto a gettarsi con il paracadute. Il gesto fu fatale sia all'H IVb, distrutto al suolo, che al suo pilota il quale, a causa del malfunzionamento dei dispositivi di apertura del paracadute, rimase ucciso dalle conseguenze della caduta.

### Impiego operativo
I quattro esemplari vennero utilizzati in una serie di competizioni aeronautiche non ufficiali in territorio tedesco durante il periodo della seconda guerra mondiale. Al termine del conflitto gli esemplari ancora in condizione di volo vennero requisiti dagli alleati e trasferiti nel Regno Unito e Stati Uniti d'America, dove raggiunsero il successo in diversi contesti.

## Esemplari attualmente esistenti

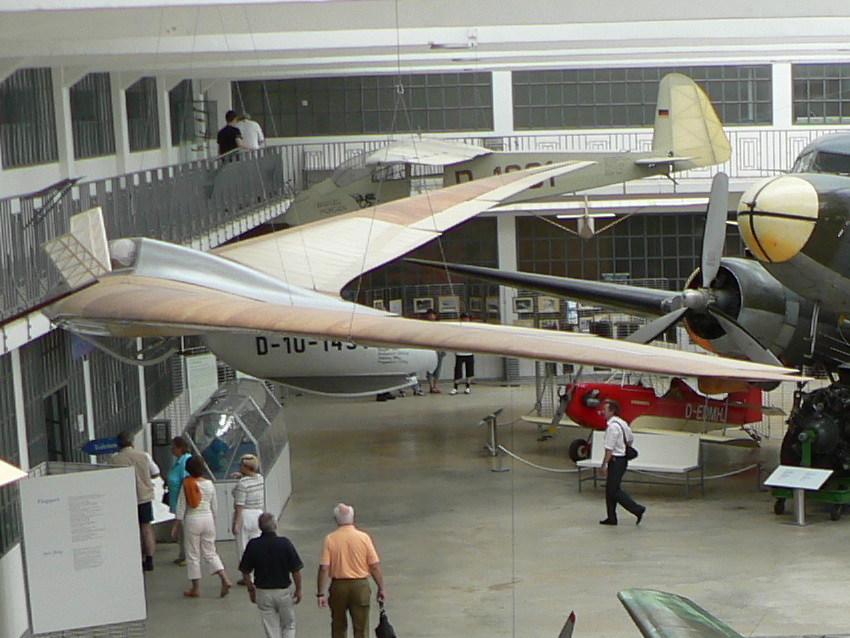
Vista laterale sinistra dell'H IV esposto al Deutsches Museum di Monaco di Baviera.

Un Ho IV in uso fino agli anni cinquanta in Gran Bretagna, con cabina ricostruita nel 1971 dopo un atterraggio di fortuna, è esposto al museo Deutsches Museum nel distaccamento dedicato all'aeronautica a Schleißheim, vicino a Monaco di Baviera nel sud della Germania.
Uno degli esemplari sopravvissuti venne requisito dalle forze armate statunitensi ed inviato in patria per valutazioni comparative. Appartenne per un certo periodo alla Mississippi State University ed è ora esposto a Chino, in California, presso la locale sezione del Planes of Fame Air Museum.